# الکساندرا کنجیرسکا-فونتن
الکساندرا کِنجیرسکا-فونتن (لهستانی: Aleksandra Kędzierska-Fontaine؛ زادهٔ ۱۹۸۴) نویسنده، روزنامه‌نگار، طراح رقص، رقصنده، خواننده و بازیگر اهل لهستان و فرانسه است.
از فیلم‌هایی که وی در آن‌ها نقش داشته است، می‌توان به ربوده‌شده , سپید همچون برف اشاره نمود.